# Allomatus
Allomatus is een geslacht van kevers uit de familie  waterroofkevers (Dytiscidae).
Het geslacht is voor het eerst wetenschappelijk beschreven in 1964 door Raymond Mouchamps.

## Soorten
Het geslacht omvat de volgende soorten:
- Allomatus nannup Watts, 1978
- Allomatus wilsoni Mouchamps, 1964